# Bulbophyllum elephantinum
Bulbophyllum elephantinum là một loài phong lan thuộc chi Bulbophyllum.